# Детское Евровидение — 2021
Конкурс песни «Детское Евровидение — 2021» (англ. Junior Eurovision Song Contest 2021, фр. Concours Eurovision de la chanson Junior 2021) — 19-й конкурс песни «Детское Евровидение», который состоялся  в Париже (Франция) после победы Валентины с песней «J’imagine», на конкурсе 2020 года, проходившем в Варшаве, Польша. Этот конкурс стал первым в истории «Детского Евровидения», проведённым во Франции.
Победу одержала Малена  из Армении с песней Qami Qami, набравшая максимальное количество баллов по результатам интернет-голосования. Также в тройке лидеров оказались Сара Джеймс из Польши и Энцо из Франции — второе и третье место соответственно.

## Место проведения
9 декабря 2020 года было объявлено, что конкурс пройдёт во Франции. Позднее официальным местом проведения был объявлен музыкальный комплекс «La Seine Musicale», находящийся в Париже на острове Сеген. Конкурс состоялся 19 декабря 2021 года, что сделал его проведённым позже всех.

### Выбор города-организатора
В отличие от конкурса песни «Евровидение», страна-победительница «Детского Евровидения» не имела автоматических прав на проведение следующего конкурса. В 2014—2017 годах страна-победительница могла провести конкурс или отказаться от его проведения — в 2015 году Италия отказалась проводить конкурс, дав возможность Болгарии провести его. 15 октября 2017 года Европейский вещательный союз (ЕВС) объявил о продлении этой системы, заявив, что она поможет предоставить организаторам больше времени для подготовки.
9 декабря 2020 года было подтверждено ЕВС, что Франция, победившая в конкурсе 2020 года, примет конкурс 2021 года. Глава французской делегации Александра Редде-Амиэль ранее заявляла, что «France Télévisions» стремились провести конкурс в 2021 году. В ноябре 2020 года испанский телевещатель «TVE» также проявлял заинтересованность провести конкурс 2021 года в случае победы Испании на конкурсе 2020 года, но в итоге победы не произошло.
20 мая 2021 года во время пресс-конференции, проведённой «France Télévisions» и ЕВС, было подтверждено, что конкурс пройдет 19 декабря 2021 года на сцене музыкального комплекса «La Seine Musicale» в Париже. Во второй раз подряд «Детское Евровидение» прошло в столице чьей-либо страны.

## Формат

### Логотип и слоган
20 мая 2021 года во время пресс-конференции, проведённой в Роттердаме, Нидерланды, был представлен слоган — «Imagine». По словам участников пресс-конференции, он является отсылкой к песне-победительнице прошлогоднего конкурса «J’imagine» и заставляет побуждать детей к творчеству и осуществлению своих мечтаний.
Официальный логотип конкурса 2021 года был представлен 24 августа 2021 года. Воображение, Рождество и Париж легли в основу логотипа как источники вдохновения.

## Участники
Список участвующих стран был опубликован 2 сентября 2021 года, он состоял из 19 стран. Албания, Армения, Ирландия, Италия, Португалия и Северная Македония вернулись после годового отсутствия, Азербайджан вернулся на конкурс после двухлетнего перерыва, а Болгария — после четырёхлетнего. Но в это же время членство белорусского телевещателя «БТРК» в ЕВС было приостановлено 1 июля 2021 года, что не даёт Беларуси до 2024 года участвовать в конкурсах ЕВС, но ЕВС может пересмотреть это решение в любой момент.

### Исполнители, уже принимавшие участие в «Детском Евровидении» ранее

#### Выступавшие как полноценные исполнители
- Армения: Малена
  - «Детское Евровидение — 2020» — несостоявшееся участие.
- Россия: Татьяна Меженцева
  - «Детское Евровидение — 2019» (совместно с Денберелом Ооржаком) — 13-е место.

#### Вернувшиеся как бэк-вокалисты
- Ирландия: Анна Керни
  - «Детское Евровидение — 2019» — 12-е место.

## Распределение мест
Конкурс состоялся 19 декабря 2021 года в 16:00 по центральноевропейскому времени. В нём приняли участие 19 стран, порядок их выступлений был опубликован 13 декабря 2021 года. В конкурсе голосовали жюри и телезрители всех стран, участвующих в конкурсе этого года, а также телезрители стран, не участвующих в нём.
| №  | Страна                   | Исполнитель                       | Песня                                  | Перевод                      | Язык                                | Жюри | Зрители | Место | Баллы |
| -- | ------------------------ | --------------------------------- | -------------------------------------- | ---------------------------- | ----------------------------------- | ---- | ------- | ----- | ----- |
| 01 | Германия                 | Паулина                           | «Imagine Us»                           | «Представь нас»              | Немецкий, английский                | 15   | 46      | 17    | 61    |
| 02 | Грузия                   | Нико Каджая                       | «Let’s Count The Smiles»               | «Давайте посчитаем улыбки»   | Грузинский, английский, французский | 104  | 59      | 4     | 163   |
| 03 | Польша                   | Сара Джеймс                       | «Somebody»                             | «Кто-то»                     | Польский, английский                | 116  | 102     | 2     | 218   |
| 04 | Мальта                   | Айк и Кая                         | «My Home»                              | «Мой дом»                    | Английский                          | 47   | 50      | 12    | 97    |
| 05 | Италия                   | Элизабетта Лизза                  | «Specchio» (Mirror on the Wall)        | «Зеркало» (Зеркало на стене) | Итальянский, английский             | 60   | 47      | 10    | 107   |
| 06 | Болгария                 | Денислава и Мартин                | «Voice of Love»                        | «Голос любви»                | Болгарский, английский              | 39   | 38      | 16    | 77    |
| 07 | Россия                   | Таня Меженцева                    | «Mon Ami»                              | «Мой друг»                   | Русский, английский                 | 74   | 50      | 7     | 124   |
| 08 | Ирландия                 | Маю Леви Лаулор                   | «Saor» (Disappear)                     | «Свободный» (Исчезнуть)      | Ирландский                          | 5    | 39      | 18    | 44    |
| 09 | Армения                  | Малена                            | «Qami Qami» (Քամի Քամի)                | «Ветер-ветер»                | Армянский, английский               | 115  | 109     | 1     | 224   |
| 10 | Казахстан                | Алинур Хамзин и Бекнур Жанибекулы | «Ертегі әлемі» (Fairy World)           | «Сказочный мир»              | Казахский                           | 64   | 57      | 8     | 121   |
| 11 | Албания                  | Анна Гебреа                       | «Stand By You»                         | «Быть рядом с тобой»         | Албанский, английский               | 45   | 39      | 14    | 84    |
| 12 | Украина                  | Елена Усенко                      | «Vazhil» (Важiль)                      | «Рычаг»                      | Украинский                          | 62   | 63      | 6     | 125   |
| 13 | Франция (страна-хозяйка) | Энцо                              | «Tic Tac»                              | «Тик-так»                    | Французский                         | 120  | 67      | 3     | 187   |
| 14 | Азербайджан              | Сона Азизова                      | «One Of Those Days»                    | «Один из тех дней»           | Азербайджанский, английский         | 109  | 42      | 5     | 151   |
| 15 | Нидерланды               | Аяна                              | «Mata Sugu Aō Ne» 「またすぐ会おうね」 | «Когда я снова увижу тебя»   | Нидерландский, английский           | 9    | 34      | 19    | 43    |
| 16 | Испания                  | Леви Диас                         | «Reír»                                 | «Смеяться»                   | Испанский                           | 30   | 47      | 15    | 77    |
| 17 | Сербия                   | Йована и Дуня                     | «Oči Deteta» (Children's Eyes)         | «Глаза детей»                | Сербский                            | 24   | 62      | 13    | 86    |
| 18 | Северная Македония       | Dajte Muzika                      | «Green Forces»                         | «Зелёные силы»               | Македонский, английский             | 55   | 59      | 9     | 114   |
| 19 | Португалия               | Симау Оливейра                    | «O Rapaz»                              | «Парень»                     | Португальский                       | 9    | 92      | 11    | 101   |

## Другие участники
Чтобы страна имела право на потенциальное участие в конкурсе, она должна быть активным членом Европейского вещательного союза.

### Возвращение
- Азербайджан — 16 августа 2021 года «İTV» объявили о возвращении Азербайджана на «Детское Евровидение». В тот же день была объявлена представительница страны — финалистка первого сезона азербайджанской версии шоу «Голос. Дети» Сона Азизова[15].
- Албания — 18 августа 2021 «RTSH» объявили, что Албания возвращается на «Детское Евровидение» после годового отсутствия[16].
- Армения — Несмотря на то, что Армения ничего не заявляла о своём участии в конкурсе 2021 года, страна появилась в окончательном списке стран-участниц конкурса 2021 года, опубликованном ЕВС 2 сентября 2021 года[13].
- Болгария — В июле 2020 года «БНТ» заявили, что страна может вернуться к участию в конкурсе 2021 года. 27 апреля 2021 года болгарская делегация заявила в своём Twitter-аккаунте, что возвращение страны не состоится. Несмотря на это, Болгария появилась в окончательном списке стран-участниц конкурса 2021 года, опубликованном ЕВС 2 сентября 2021 года[13].
- Ирландия — 9 февраля 2021 года ирландский телевещатель «TG4» заявил, что Ирландия, после годового отсутствия, возвращается на «Детское Евровидение»[17].
- Италия — 30 августа 2021 года «RAI» подтвердили своё участие в конкурсе 2021 года, несмотря на первоначальное заявление об отказе[18].
- Северная Македония — 21 июля 2021 года «МРТ» объявили, что Северная Македония вернётся на «Детское Евровидение» после годового отсутствия[19].
- Португалия — 18 апреля 2021 года было объявлено, что Португалия возвращается к участию в конкурсе. В тот же день был объявлен представитель страны — Симау Оливейра, выбранный с помощью вокального телевизионного конкурса «Голос. Дети»[20].

### Несостоявшийся дебют
- Австрия — 14 июня 2021 года «ORF» объявили, что Австрия не планирует дебютировать на конкурсе в 2021 году[21].
- Исландия — 20 апреля 2021 года глава исландской делегации Рунар Фрейр заявил, что дебют Исландии на конкурсе 2021 года не состоится[22].
- Словакия — 3 апреля 2021 года руководитель отдела международных отношений вещателя RTVS Славомира Кубицкова заявила, что они рассматривают возможность дебюта Словакии на конкурсе[23], однако 18 июня было объявлено, что страна не дебютирует на конкурсе в 2021 году[24].
- Финляндия — 2 апреля 2021 года глава финской делегации Хейди Вялккиля заявила, что Финляндия не планирует дебютировать на «Детском Евровидении»[25].
- Чехия — 6 апреля 2021 года «ČT» заявили, что Чехия исключает возможность дебюта на конкурсе 2021 года[26].
- Шотландия — 23 февраля 2021 года шотландский телевещатель «BBC Alba» заявил, что Шотландия не дебютирует на конкурсе 2021 года[27].
- Эстония — 8 июня 2021 года «ERR» заявили, что дебют Эстонии на «Детском Евровидении» в 2021 году не состоится, однако телевещатель не исключает возможность дебюта на конкурсе в будущем времени[28]. В результате страна дебютировала в 2023 году.

### Отказ

#### Активные члены ЕВС
- Бельгия — 7 апреля 2021 года фламандский телевещатель «VRT» заявил, что они не вернутся на «Детское Евровидение» в 2021 году[29], после чего валлонский телевещатель «RTBF» в июне того же года заявил, что они также не вернутся на конкурс[30].
- Великобритания — На пресс-конференции по поводу «Детского Евровидения — 2021», прошедшей 20 мая 2021 года, Европейский вещательный союз заявил, что они работают над возвращением Великобритании на конкурс 2021 года[31]. Однако, в окончательном списке стран-участниц конкурса 2021 года, опубликованном ЕВС 2 сентября 2021 года, Великобритания не значилась[13].
- Греция — 9 июля 2021 года «ERT» заявили, что Греция не вернётся на конкурс в 2021 году[32].
- Дания — В июне 2021 года «DR» заявили, что Дания не вернётся на конкурс в 2021 году[33].
- Израиль — 11 июня 2021 года «IPBC» заявили, что Израиль не вернётся на конкурс в 2021 году[34].
- Кипр — 25 августа 2021 года «CyBC» заявили, что Кипр не вернётся на конкурс в 2021 году[35].
- Латвия — 3 июня 2021 года «LTV» заявили, что Латвия не вернётся на песенный конкурс в 2021 году[36].
- Литва — 29 июня 2021 года глава литовской делегации Аудрюс Гиржадас заявил, что Литва не вернётся на «Детское Евровидение» в 2021 году, сославшись на стоимость участия и низкий интерес страны к конкурсу[37].
- Молдова — 16 июня 2021 года «TRM» заявили, что Молдова не вернётся на конкурс в 2021 году[38].
- Норвегия — 22 февраля 2021 года «NRK» заявили в своём Twitter-аккаунте, что маловероятно, что Норвегия вернётся на песенный конкурс[39]. 2 апреля 2021 года телевещатель объявил, что Норвегия не примет участие в конкурсе 2021 года[40].
- Румыния — 7 июля 2021 года «TVR» заявили, что Румыния не вернётся на конкурс в 2021 году[41].
- Сан-Марино — 22 июня 2021 года «SMRTV» заявили, что Сан-Марино не вернётся на конкурс в 2021 году[42].
- Словения — 9 июля 2021 года «RTVSLO» заявили, что Словения не вернётся на конкурс в 2021 году[43].
- Уэльс — 18 февраля 2021 года валлийский телевещатель «S4C» заявил в своём Twitter-аккаунте, что Уэльс не вернётся на «Детское Евровидение» в 2021 году[44].
- Хорватия — 30 августа 2021 года «HRT» заявили, что Хорватия не вернётся на «Детское Евровидение» в 2021 году[45].
- Черногория — Страна ничего не заявляла о своём участии в конкурсе 2021 года. В окончательном списке стран-участниц конкурса 2021 года, опубликованном ЕВС 2 сентября 2021 года, Черногория не значилась[13].
- Швейцария — 3 мая 2021 года «SRG SSR» заявили, что Швейцария не вернётся на конкурс в 2021 году[46].
- Швеция — 10 мая 2021 года «SVT» заявили, что возвращение Швеции на песенный конкурс не планируется[47].

#### Ассоциированные члены ЕВС
- Австралия — 7 августа 2021 года «SBS» подтвердили, что обсуждения по поводу участия Австралии в конкурсе 2021 года продолжаются, предполагая, что страна вернётся на «Детское Евровидение» после годового отсутствия, но не раскрыли своё окончательное решение[48][49]. 25 августа 2021 года «ABC», отвечающие за участие Австралии на конкурсе с 2017 по 2019 год, объявили, что не вернутся на конкурс 2021 года[50]. Но спустя два дня после этого заявления, другой национальный телевещатель «SBS» подтвердил, что Австралия не вернётся на конкурс в 2021 году[51].

#### Бывшие члены ЕВС
- Беларусь — 28 мая 2021 года Европейский вещательный союз решил приостановить членство белорусского телевещателя «БТРК». В тот же день телевещателю было дано две недели на ответ до вступления в силу приостановления 11 июня 2021 года, чтобы отреагировать на это, однако после этого никакой реакции с обеих сторон не последовало[52]. 1 июля 2021 года членство «БТРК» было официально приостановлено до 2024 года, что сделало участие телевещателя в конкурсах ЕВС, а также права на их трансляцию невозможными[53].

## Таблица результатов
| Баллы жюри/онлайн голосование | Баллы жюри/онлайн голосование | Баллы жюри/онлайн голосование | Баллы жюри/онлайн голосование | Баллы жюри/онлайн голосование |
| Место                         | Жюри                          | Баллы                         | Онлайн голосование            | Баллы                         |
| ----------------------------- | ----------------------------- | ----------------------------- | ----------------------------- | ----------------------------- |
| 1                             | Франция                       | 120                           | Армения                       | 109                           |
| 2                             | Польша                        | 116                           | Польша                        | 102                           |
| 3                             | Армения                       | 115                           | Португалия                    | 92                            |
| 4                             | Азербайджан                   | 109                           | Франция                       | 67                            |
| 5                             | Грузия                        | 104                           | Украина                       | 63                            |
| 6                             | Россия                        | 74                            | Сербия                        | 62                            |
| 7                             | Казахстан                     | 64                            | - Грузия - Северная Македония | 59                            |
| 8                             | Украина                       | 62                            | - Грузия - Северная Македония | 59                            |
| 9                             | Италия                        | 60                            | Казахстан                     | 57                            |
| 10                            | Северная Македония            | 55                            | - Мальта - Россия             | 50                            |
| 11                            | Мальта                        | 47                            | - Мальта - Россия             | 50                            |
| 12                            | Албания                       | 45                            | - Испания - Италия            | 47                            |
| 13                            | Болгария                      | 39                            | - Испания - Италия            | 47                            |
| 14                            | Испания                       | 30                            | Германия                      | 46                            |
| 15                            | Сербия                        | 24                            | Азербайджан                   | 42                            |
| 16                            | Германия                      | 15                            | - Албания - Ирландия          | 39                            |
| 17                            | Нидерланды                    | 9                             | - Албания - Ирландия          | 39                            |
| 18                            | Португалия                    | 9                             | Болгария                      | 38                            |
| 19                            | Ирландия                      | 5                             | Нидерланды                    | 34                            |

| Порядок голосования: 100% жюри 100% онлайн-голосование | Порядок голосования: 100% жюри 100% онлайн-голосование | Итого | Онлайн-голосование | Германия | Грузия | Польша | Мальта | Италия | Болгария | Россия | Ирландия | Армения | Казахстан | Албания | Украина | Франция | Азербайджан | Нидерланды | Испания | Сербия | Северная Македония | Португалия |
| Порядок голосования: 100% жюри 100% онлайн-голосование | Порядок голосования: 100% жюри 100% онлайн-голосование |       |                    |          |        |        |        |        |          |        |          |         |           |         |         |         |             |            |         |        |                    |            |
| Участники                                              | Германия                                               | 61    | 46                 |          |        |        |        |        |          |        | 4        |         | 4         |         |         |         |             |            |         | 5      |                    | 2          |
| Участники                                              | Грузия                                                 | 163   | 59                 |          |        |        | 12     | 7      | 5        | 3      |          | 12      | 8         | 2       | 6       | 12      | 7           | 5          | 2       | 10     | 8                  | 5          |
| Участники                                              | Польша                                                 | 218   | 102                | 12       | 4      |        | 10     | 8      | 6        | 1      | 12       | 1       | 5         | 4       | 10      | 2       | 3           | 10         | 8       | 7      | 5                  | 8          |
| Участники                                              | Мальта                                                 | 97    | 50                 | 6        | 8      | 2      |        | 2      |          | 2      |          | 3       | 3         |         | 8       |         | 4           |            | 1       |        | 4                  | 4          |
| Участники                                              | Италия                                                 | 107   | 47                 |          | 6      | 5      | 6      |        | 8        |        | 8        |         |           | 10      |         | 6       | 1           | 6          | 4       |        |                    |            |
| Участники                                              | Болгария                                               | 77    | 38                 |          | 3      |        | 3      | 10     |          | 5      | 3        |         |           | 3       |         |         | 5           |            |         |        | 1                  | 6          |
| Участники                                              | Россия                                                 | 124   | 50                 | 5        |        | 4      | 1      |        | 3        |        |          | 7       | 12        | 7       |         | 1       | 12          | 3          | 3       | 4      | 12                 |            |
| Участники                                              | Ирландия                                               | 44    | 39                 |          |        |        |        | 5      |          |        |          |         |           |         |         |         |             |            |         |        |                    |            |
| Участники                                              | Армения                                                | 224   | 109                | 10       | 5      | 12     | 5      |        | 2        | 6      | 7        |         | 6         | 6       | 7       | 10      |             | 7          | 10      | 8      | 2                  | 12         |
| Участники                                              | Казахстан                                              | 121   | 57                 | 3        | 1      | 7      | 7      | 1      | 1        | 12     |          | 4       |           |         | 4       | 7       | 8           |            | 6       | 2      |                    | 1          |
| Участники                                              | Албания                                                | 84    | 39                 | 4        |        | 1      |        |        |          | 7      | 6        | 8       |           |         |         | 8       |             | 1          |         |        | 10                 |            |
| Участники                                              | Украина                                                | 125   | 63                 | 7        |        | 8      |        |        | 12       |        | 10       | 2       |           |         |         | 3       | 6           | 2          | 12      |        |                    |            |
| Участники                                              | Франция                                                | 187   | 67                 | 8        | 12     | 6      | 8      | 3      | 10       | 4      |          | 10      | 7         | 8       |         |         |             | 12         | 7       | 12     | 6                  | 7          |
| Участники                                              | Азербайджан                                            | 151   | 42                 | 2        | 10     | 10     | 2      | 12     | 7        | 10     | 1        |         | 10        | 1       | 12      |         |             | 8          | 5       | 6      | 3                  | 10         |
| Участники                                              | Нидерланды                                             | 43    | 34                 |          |        |        |        | 4      |          |        |          |         | 1         |         | 3       |         |             |            |         | 1      |                    |            |
| Участники                                              | Испания                                                | 77    | 47                 | 1        |        | 3      |        |        |          |        |          | 6       | 2         | 5       |         | 4       | 2           | 4          |         |        |                    | 3          |
| Участники                                              | Сербия                                                 | 86    | 62                 |          | 7      |        |        | 6      |          |        | 2        |         |           |         | 2       |         |             |            |         |        | 7                  |            |
| Участники                                              | Северная Македония                                     | 114   | 59                 |          | 2      |        |        |        |          | 8      | 5        | 5       |           | 12      | 5       | 5       | 10          |            |         | 3      |                    |            |
| Участники                                              | Португалия                                             | 101   | 92                 |          |        |        | 4      |        | 4        |        |          |         |           |         | 1       |         |             |            |         |        |                    |            |

### Количество высших оценок от жюри
| Кол-во | Страна             | Страна, давшая 12 баллов                   |
| ------ | ------------------ | ------------------------------------------ |
| 3      | Грузия             | Армения, Мальта, Франция                   |
| 3      | Россия             | Азербайджан, Казахстан, Северная Македония |
| 3      | Франция            | Грузия, Нидерланды, Сербия                 |
| 2      | Азербайджан        | Италия, Украина                            |
| 2      | Армения            | Польша, Португалия                         |
| 2      | Польша             | Германия, Ирландия                         |
| 2      | Украина            | Болгария, Испания                          |
| 1      | Казахстан          | Россия                                     |
| 1      | Северная Македония | Албания                                    |

### Онлайн-голосование
По данным Европейского Вещательного Союза, 4.3 миллиона голосов было получено во время онлайн-голосования.
| Страна             | Голоса   | Баллы |
| ------------------ | -------- | ----- |
| Армения            | ≈425,000 | 109   |
| Польша             | ≈398,000 | 102   |
| Португалия         | ≈359,000 | 92    |
| Франция            | ≈261,000 | 67    |
| Украина            | ≈246,000 | 63    |
| Сербия             | ≈242,000 | 62    |
| Грузия             | ≈230,000 | 59    |
| Северная Македония | ≈230,000 | 59    |
| Казахстан          | ≈222,000 | 57    |
| Мальта             | ≈195,000 | 50    |
| Россия             | ≈195,000 | 50    |
| Италия             | ≈183,000 | 47    |
| Испания            | ≈183,000 | 47    |
| Германия           | ≈179,000 | 46    |
| Азербайджан        | ≈164,000 | 42    |
| Албания            | ≈152,000 | 39    |
| Ирландия           | ≈152,000 | 39    |
| Болгария           | ≈148,000 | 38    |
| Нидерланды         | ≈133,000 | 34    |

## Национальные отборы
| Страна     | Национальный отбор                                                             | Дата проведения  | Победитель                        | Ист.   |
| ---------- | ------------------------------------------------------------------------------ | ---------------- | --------------------------------- | ------ |
| Албания    | «Junior Fest 2021»                                                             | 23 октября 2021  | Анна Гебреа                       | [ 57 ] |
| Германия   | «Junior ESC – Wer fährt nach Paris?»                                           | 10 сентября 2021 | Паулина Штайнмюллер               | [ 58 ] |
| Грузия     | «Ranina 2021»                                                                  | 13 ноября 2021   | Николоз Каджая                    | [ 59 ] |
| Ирландия   | «Junior Eurovision Éire 2021»                                                  | 17 октября 2021  | Маю Леви Лавлор                   | [ 17 ] |
| Казахстан  | «Junior Eurovision 2021: Ұлттық іріктеу»                                       | 6 ноября 2021    | Алинур Хамзин и Бекнур Жанибекулы | [ 60 ] |
| Мальта     | «Malta Junior Eurovision Song Contest 2021»                                    | 16 октября 2021  | Айк и Кая                         | [ 61 ] |
| Нидерланды | «Junior Songfestival 2021»                                                     | 25 сентября 2021 | Аяна                              | [ 62 ] |
| Польша     | «Szansa na Sukces: Eurowizja Junior 2021»                                      | 26 сентября 2021 | Сара Джеймс                       | [ 63 ] |
| Россия     | «Российский национальный отбор на „Детское Евровидение 2021“»                  | 26 октября 2021  | Таня Меженцева                    | [ 64 ] |
| Украина    | «Національний відбір на участь у Дитячому пісенному конкурсі Євробачення 2021» | 24 октября 2021  | Елена Усенко                      | [ 65 ] |

## Голосование и трансляция

### Глашатаи
1. Германия — Венетия
2. Грузия — Сандра Гаделия (представительница Грузии в 2020 году)[66]
3. Польша — Матильда[67]
4. Мальта — Эден
5. Италия — Селестия
6. Болгария — Арианна
7. Россия — Лиза Гуреева[68]
8. Ирландия — Рубен Леви Хакетт[69]
9. Армения — Карина Игнатян (представительница Армении в 2019 году)[70]
10. Казахстан — Зере Кабдолла
11. Албания — Алекс
12. Украина — Александр Балабанов (представитель Украины в 2020 году)[71]
13. Франция — Анжелина (представительница Франции в 2018 году)[72]
14. Азербайджан — Сулейман
15. Нидерланды — Мэтью Хинзен (представитель Нидерландов в 2019 году)[73]
16. Испания — Лучия Аркос[74]
17. Сербия — Катия
18. Северная Македония — Фенди
19. Португалия — Манон

Делегациям, которые не привозят с собой в Париж глашатая, предоставляется местный ребенок, который объявит 12 баллов от страны в финале.

### Трансляция и комментаторы
| Страна             | Вещатель(-и)                                                               | Комментатор(-ы)                          | Ист.                 |
| ------------------ | -------------------------------------------------------------------------- | ---------------------------------------- | -------------------- |
| Азербайджан        | İTV                                                                        | Неизвестно                               | [ 76 ]               |
| Албания            | RTSH 1, RTSH Muzikë, Radio Tirana 1                                        | Андри Джаху                              | [ 76 ]               |
| Армения            | AMPTV                                                                      | Арман Маргарян и Грачуи Утмазян          | [ 77 ]               |
| Болгария           | БНТ 1, БНТ 4                                                               | Елена Росберг и Георги Кушвалиев         | [ 78 ] [ 79 ]        |
| Германия           | KiKa                                                                       | Константин Цёллер                        | [ 80 ]               |
| Грузия             | 1TV                                                                        | Николоз Лобиладзе                        | [ 81 ]               |
| Ирландия           | TG4                                                                        | Луиза Кантильон                          | [ 69 ]               |
| Испания            | La 1, TVE International                                                    | Тони Агуилар и Джулия Варела             | [ 74 ]               |
| Италия             | Rai Gulp, Rai Play                                                         | Марио Акампа, Марта Виола, Джорджия Бони | [ 82 ] [ 83 ] [ 84 ] |
| Казахстан          | Хабар                                                                      | Калдыбек Жайсанбай и Махаббат Эсен       | [ 85 ]               |
| Мальта             | TVM                                                                        | Без комментатора                         | [ 86 ]               |
| Нидерланды         | NPO Zapp, NPO Start                                                        | Бадди Веддер                             | [ 73 ] [ 87 ]        |
| Польша             | TVP1, TVP Polonia, TVP ABC                                                 | Марек Сероцкий и Александр Сикора        | [ 88 ] [ 89 ] [ 90 ] |
| Португалия         | RTP1, RTP International, RTP Internacional Ásia, RTP Internacional América | Нуно Галопим                             | [ 91 ] [ 92 ]        |
| Россия             | Карусель                                                                   | Антон Зорькин и Хрюша (Елена Ломтева)    | [ 68 ] [ 93 ]        |
| Северная Македония | MRT 1                                                                      | Эли Танасковска                          | [ 75 ]               |
| Сербия             | РТС 2, РТС Свет                                                            | Тияна Лукич                              | [ 94 ]               |
| Украина            | UA:Культура                                                                | Виктор Дьяченко                          | [ 71 ] [ 95 ]        |
| Франция            | France 2                                                                   | Стефан Берн и Лоуренс Бокколини          | [ 96 ]               |

| Страна   | Вещатель(-и) | Комментатор(-ы) | Ист.          |
| -------- | ------------ | --------------- | ------------- |
| Исландия | RÚV 1        | Феликс Бергссон | [ 97 ] [ 98 ] |

## Скандалы и инциденты

### Воспаление голосовых связок у Тани Меженцевой
Когда российская делегация прилетела в Париж, у Тани началась простуда. Впоследствии образовалось воспаление голосовых связок. Она могла говорить только в экстренных случаях. На первой репетиции она исполнила песню под фонограмму, а на второй без неё. Также исполнила на самом шоу и заняла 7 место.

### Комментарии
1. ↑  В песне содержатся две повторяющиеся фразы на французском языке.
2. ↑  В песни содержится одна повторяющиеся фраза на английском и фразы на французском языках.
3. ↑  Название песни написано на транслитерированном украинском языке.
4. ↑  В песне содержатся две повторяющиеся фразы на японском языке.
5. 1 2  Только участник
6. ↑  Транслировался 30 октября 2021 года.
7. ↑  Конкурс транслировался с задержкой в 2 часа и 45 минут.